# Mirosław Waligóra
Mirosław Andrzej Waligóra (né le 4 février 1970 à Cracovie) est un joueur de football polonais retraité depuis juin 2013. Il évoluait au poste d'attaquant et a jouté quasiment toute sa carrière en Belgique.